# Howard White
Howard D. White (15 de junio de 1936) es un informatólogo estadounidense, especializado en bibliometría.

## Biografía
Nace en Salt Lake, Utah (EE. UU.), y obtiene el título de doctor en Biblioteconomía por la Universidad de Berkeley, California, en 1974. Trabajó como profesor de la facultad de Ciencias y Tecnologías de la Información, centro conocido como i School, de la Universidad Drexel. Es profesor emérito de este centro.

## Obra académica
Howard White ha realizado múltiples estudios métricos de la información, bien sea en el campo de la bibliometría o de la webmetría, análisis de citas y coautorías para descubrir patrones de comportamiento en la productividad de documentos científicos. White y McCain, entre 1997 y 2000, llevaron a cabo estudios sobre la autoría y la cocitación que conllevarían su representación y visualización de autores y su obra. Primero, parte del concepto imagen del autor  (siempre que tenga un n.º amplio de citas) que se tenga en su ámbito de estudio. Esta imagen nos lleva hacia la identificación de otros autores también influyentes en el dominio de una especialidad, así como a las relaciones existentes entre ellos. De este modo de obtienen dos objetivos:
- 1: Un uso de las redes centradas en un sujeto como interfaces de acceso y recuperación de información biográfica.
- 2: Observar por medio de su representación, como ha evolucionado el aporte teórico de un áre de conocimiento a través de un corte representativo de su literatura.

Fruto de su trabajo, creó el sistema Authormap, un programa basado en el algoritmo de Kohonen que se encarga de realizar mapas cognitivos bidimensionales en el área de las humanidades y las artes. Explora las relaciones que existen entre los distintos autores e investigadores en esas áreas. Se parte del axioma por el cual, cuando dos autores son citados conjuntamente de manera habitual, es muy probable que tengan entre sí una unión intelectual en sus investigaciones y escritos. Utilizando este programa en bases de datos especializadas, podremos obtener un mapa cogntivo bidimensional donde se refleje el peso real de los temas y subtemas utilizados. Cuando buscas la productividad de un autor, aparece un escalafón de 25 autores, desde el más próximo hasta uno más alejado.
Según White, la mitad de los artículos científicos publicados en el área de la Información y Documentación, son estudios bibliométricos. Investiga habitualmente con Kate McCain.
White ha realizado proyectos de evaluación de sistemas de información y servicios de referencia. También ha trabajado en áreas bibliotecarias, especialmente el área de propiedad intelectual y recuperación de información literaria.

## Obras y premios
Howard White ha recibido numerosos premios, entre los más importantes cabe destacar el Premio ASIST al Mérito Académico en 2004 otorgado por la American Society of American Science and Technology (ASIST). En el área de la bibliometría, ha recibido la Medalla Derek de Solla Price en 2005, otorgado por la Internation Society for Scientometrics and Informetrics, junto a Peter Ingwersen.
Sus libros y artículos han tenido muy buena acogida, especialmente el artículo firmado junto a Kate McCain Visualizing a Discipline: An Author Co-Citation Analysis of Information Science, 1972-1995, que fue recibió el premio al mejor artículo publicado en ciencia de la información en 1998 por ASIST.
Ha publicado:
- Brief Tests of Collection Strength (1995)
- For Information Specialists: Interpretations of Reference and Bibliographic Work (1992) junto a Marcia Bates y Patrick Wilson